# Leeuwerikgrondtiran
De leeuwerikgrondtiran (Muscisaxicola maculirostris) is een zangvogel uit de familie Tyrannidae (tirannen).

## Verspreiding en leefgebied
Deze soort komt voor van Colombia tot Chili en Argentinië en telt drie ondersoorten:
- M. m. niceforoi: centraal Colombia.
- M. m. rufescens: centraal Ecuador.
- M. m. maculirostris: Peru, westelijk Bolivia, westelijk Argentinië en Chili.

## Status
De grootte van de populatie is niet gekwantificeerd maar de soort wordt omschreven als algemeen. Op de Rode lijst van de IUCN heeft deze soort de status niet bedreigd.